# Liste der denkmalgeschützten Objekte in Ampflwang im Hausruckwald
Die Liste der denkmalgeschützten Objekte in Ampflwang im Hausruckwald enthält die denkmalgeschützten, unbeweglichen Objekte der Marktgemeinde Ampflwang im Hausruckwald.

## Denkmäler
| Foto |                 | Denkmal                                                                                          | Standort                                                 | Beschreibung | Metadaten |
| ---- | --------------- | ------------------------------------------------------------------------------------------------ | -------------------------------------------------------- | --- | --- |
| ja   | Datei hochladen | Zentralsortierungsanlage der Wolfsegg-Traunthaler-Kohlewerks-AG HERIS-ID: 67304 Objekt-ID: 80255 | Bahnhofstraße 21 Standort KG: Ampfelwang                 | Die Zentralsortierungsanlage der Wolfsegg-Traunthaler Kohlenwerks AG ist ein markantes Industriedenkmal, welches bei der Oberösterreichischen Landesausstellung 2006 ein Schauobjekt war. In den 1920er Jahren gehörte sie zu den modernsten Bergbauanlagen ihrer Zeit. | BDA-Hist.: Q60859694 Status: Bescheid Stand der BDA-Liste: 2025-06-30 Name: Zentralsortierungsanlage der Wolfsegg-Traunthaler-Kohlewerks-AG GstNr.: .582 Zentralsortierungsanlage der Wolfsegg-Traunthaler-Kohlewerks-AG |
| ja   | Datei hochladen | Kath. Pfarrkirche hl. Martin und ehem. Friedhofsfläche HERIS-ID: 52011 Objekt-ID: 57929          | Hausruckstraße 2 (Pfarrhof), bei Standort KG: Ampfelwang | Urkundlich 1180 erwähnt. Eine Saalkirche aus dem Jahr 1897/98, vom Vorgängerbau, der abbrannte, ist nur das einfache Südportal erhalten. | BDA-Hist.: Q25235206 Status: § 2a Stand der BDA-Liste: 2025-06-30 Name: Kath. Pfarrkirche hl. Martin und ehem. Friedhofsfläche GstNr.: .30, 72 Sankt Martin (Ampflwang im Hausruckwald)                                  |
| ja   | Datei hochladen | Kohlebrecher Buchleiten HERIS-ID: 67296 Objekt-ID: 80247                                         | bei Stelzhamerstraße 24 Standort KG: Ampfelwang          | Ein monumentaler Stahlbetonskelettbau aus dem Jahr 1926, welcher ein Herzstück der Landesausstellung „Kohle und Dampf“ (2006) war. | BDA-Hist.: Q38116271 Status: Bescheid Stand der BDA-Liste: 2025-06-30 Name: Kohlebrecher Buchleiten GstNr.: 156 Kohlebrecher Buchleiten                                                                                  |